# Tuschino (Kaliningrad, Krasnosnamensk)
Tuschino (russisch Тушино, deutsch Groß Tullen, 1938 bis 1945: Reinkenwalde, litauisch Tuliai) ist ein verlassener Ort im Rajon Krasnosnamensk der russischen Oblast Kaliningrad.
Die Ortsstelle befindet sich drei Kilometer nordöstlich von Schelannoje (Henskischken/Hensken) und ist über eine Nebenstraße zu erreichen, die von der von Schelannoje nach Dobrowolsk (Pillkallen/Schloßberg) führenden Regionalstraße 27A-025 (ex R508) abzweigt.

## Geschichte

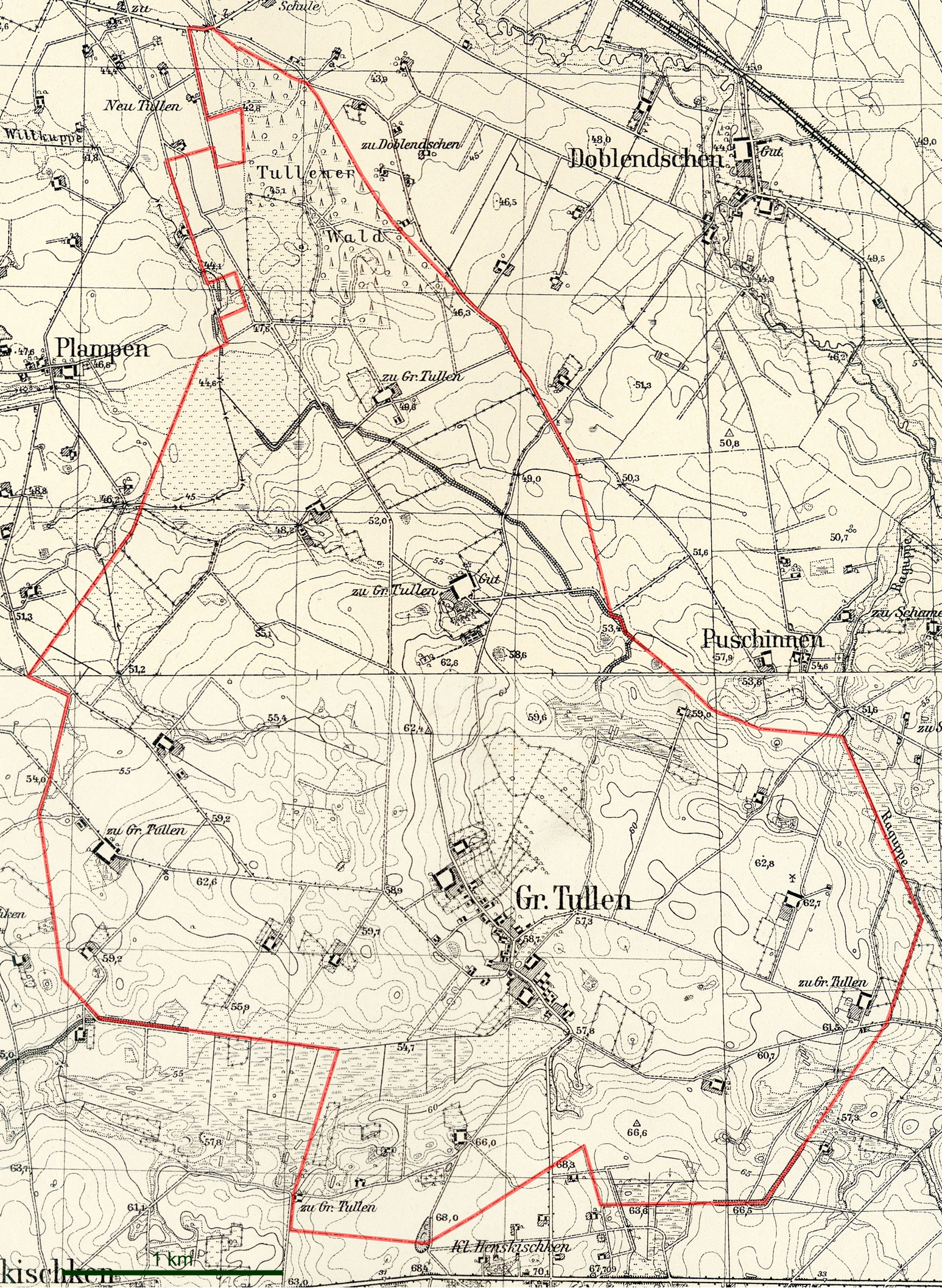
Die Gemeinde Groß Tullen auf zwei Messtischblättern von 1933 und 1937

Der Ort wurde um 1564 als Jennis Tullun gegründet und schrieb sich in der Folge Tuln und Tulln. Um 1780 war Tullen ein meliertes Dorf. Um 1870 bestand die Landgemeinde Tullen aus den beiden Dörfern Großtullen und Kleintullen. Seit 1874 gehörte die nun Groß Tullen genannte Landgemeinde zum neu gebildeten Amtsbezirk Henskischken im Kreis Pillkallen. Spätestens seit den 1880er Jahren gab es die Kolonie Neu Tullen, die auch zur Landgemeinde Groß Tullen gehörte. 1924 wurde diese aber der Landgemeinde Plampen angeschlossen. 1938 wurde Groß Tullen in Reinkenwalde umbenannt.
1945 kam der Ort in Folge des Zweiten Weltkrieges mit dem nördlichen Ostpreußen zur Sowjetunion. 1947 erhielt er den russischen Namen Tuschino und wurde gleichzeitig dem Dorfsowjet Dobrowolski selski Sowet im Rajon Krasnosnamensk zugeordnet. Tuschino wurde vor 1988 aus dem Ortsregister gestrichen.

### Einwohnerentwicklung
| Jahr | Einwohner | Bemerkungen                                           |
| ---- | --------- | ----------------------------------------------------- |
| 1867 | 769       | in Tullen                                             |
| 1871 | 771       | in Tullen, davon in Großtullen 689, in Kleintullen 82 |
| 1885 | 610       | davon in Neu Tullen 101                               |
| 1905 | 621       | davon in Neu Tullen 71                                |
| 1910 | 631       |                                                       |
| 1933 | 441       | ohne Neu Tullen                                       |
| 1939 | 409       |                                                       |

## Kirche
Groß Tullen/Reinkenwalde gehörte zum evangelischen Kirchspiel Pillkallen.